# Ganduganahanklu, Channagiri
Ganduganahanklu là một làng thuộc tehsil Channagiri, huyện Davanagere, bang Karnataka, Ấn Độ.